# Belotić (gmina Vladimirci)
Belotić (cyr. Белотић) – wieś w Serbii, w okręgu maczwańskim, w gminie Vladimirci. W 2011 roku liczyła 477 mieszkańców.